# Carl Björnberg (1696–1775)
Carl Björnberg, född 1696, död 1775, var en svensk militär och politiker.
Biörnberg deltog som löjtnant i Fredrikshalds belägring 1718, blev överste 1747 och generallöjtnant 1765. Han bevistade större delen av frihetstidens riksdagar, först som ivrig hatt, från 1751 tillhörande hovpartiet, varifrån han på 1760-talet övergick till mössorna. Han blev 1762 kommendant på Sveaborg och arresterades där i samband med Gustav III:s statskupp av Jacob Magnus Sprengtporten och erhöll avsked.